# 산겨릅나무
산겨릅나무(Acer tegmentosum)는 한국·동부 시베리아·중국 북동부에 분포하는 낙엽소교목으로 깊은 산의 계곡에서 자란다. 작은가지는 녹색이며 줄이 있다. 잎은 마주나고 넓은 난형으로 길이 7-16cm이며 가장자리가 3-5개로 얕게 갈라진다. 잎자루는 잎길이의 반 정도이며 털이 없다. 꽃은 5월에 피고 1-2가화이며 총상꽃차례에 달린다. 시과(翅果)는 길이 3cm 정도로 거의 수평까지 벌어지고 9월에 익으며 털이 없다. 나무껍질의 섬유가 발달되어 있어 새끼 대신 사용한다. 개화기는 5월, 결실기는 9-10월이며, 목재는 기구재 등으로 쓰인다.